# Sport-Club Freiburg 2011-2012 (femminile)
Questa voce raccoglie le informazioni riguardanti la squadra femminile dello Sport-Club Freiburg nelle competizioni ufficiali della stagione 2011-2012.

## Divise e sponsor
La grafica era la stessa adottata dal Friburgo maschile; la divisa casalinga era composta da una maglietta rossa, pantaloncini neri e calzettoni rossi, quella da trasferta era invece completamente bianca con inserti neri. Il main sponsor era il birrificio Rothaus, differentemente da Ehrmann adottato dalla squadra maschile, mentre lo sponsor tecnico, fornitore delle tenute di gioco, era Nike.
| Casa | Trasferta |

## Organigramma societario
Come da sito ufficiale
Area tecnica
- Allenatore: Milorad Pilipović
- Allenatori in seconda: Bernd Lupfer
- Preparatore dei portieri: Elke Walther

## Rosa
Rosa, ruoli e numeri di maglia come da sito ufficiale, aggiornati al 18 novembre 2012, integrati dal sito Federcalcio tedesca (DFB).
| N. |                        | Ruolo | Calciatrice                 |
| -- | ---------------------- | ----- | --------------------------- |
| 1  | Svizzera (bandiera)    | P     | Marisa Brunner              |
| 2  | Francia (bandiera)     | D     | Stéphanie Wendlinger        |
| 3  | Germania (bandiera)    | D     | Kerstin Boschert (capitano) |
| 4  | Stati Uniti (bandiera) | D     | Chioma Igwe                 |
| 5  | Germania (bandiera)    | C     | Isabella Schmid             |
| 6  | Svizzera (bandiera)    | D     | Caroline Abbé               |
| 7  | Germania (bandiera)    | C     | Sara Däbritz                |
| 8  | Germania (bandiera)    | D     | Juliane Maier               |
| 9  | Germania (bandiera)    | C     | Melanie Leupolz             |
| 10 | Germania (bandiera)    | C     | Isabelle Meyer              |
| 11 | Algeria (bandiera)     | C     | Lydia Miraoui               |
| 12 | Germania (bandiera)    | P     | Lisa Schneider              |
| 13 | Germania (bandiera)    | C     | Selina Bühler               |

| N. |                      | Ruolo | Calciatrice          |
| -- | -------------------- | ----- | -------------------- |
| 14 | Germania (bandiera)  | D     | Alisa Schmidt        |
| 15 | Germania (bandiera)  | A     | Mona Lohmann         |
| 16 | Germania (bandiera)  | A     | Hasret Kayikçi       |
| 17 | Germania (bandiera)  | A     | Margarita Gidion     |
| 18 | Germania (bandiera)  | D     | Julia Zirnstein      |
| 19 | Finlandia (bandiera) | C     | Essi Sainio          |
| 20 | Germania (bandiera)  | C     | Myriam Krüger        |
| 22 | Francia (bandiera)   | A     | Marina Makanza       |
| 23 | Germania (bandiera)  | P     | Laura Benkarth       |
| 24 | Germania (bandiera)  | C     | Anja Maike Hegenauer |
| 25 | Germania (bandiera)  | D     | Selina Nowak         |
| 27 | Germania (bandiera)  | C     | Sonja Giraud         |
| 29 | Germania (bandiera)  | P     | Teresa Straub        |

## Calciomercato

### Sessione estiva
| Acquisti | Acquisti         | Acquisti                       | Acquisti                  |
| R.       | Nome             | da                             | Modalità                  |
| -------- | ---------------- | ------------------------------ | ------------------------- |
| D        | Caroline Abbé    | Yverdon                        | definitivo                |
| D        | Chioma Igwe      | Bay Area Breeze                | definitivo                |
| C        | Selina Bühler    | TSGV Waldstetten [Primavera B] | definitivo                |
| C        | Margarita Gidion | Friburgo [Primavera B (F)]     | aggregata dalle giovanili |
| C        | Sonja Giraud     | TSV Tettnang [Primavera B (F)] | definitivo                |
| C        | Lydia Miraoui    | L'Estartit                     | definitivo                |
| A        | Hasret Kayikçi   | 2001 Duisburg                  | definitivo                |

| Cessioni | Cessioni         | Cessioni      | Cessioni                       |
| R.       | Nome             | a             | Modalità                       |
| -------- | ---------------- | ------------- | ------------------------------ |
| C        | Sinah Amann      | Sand          | definitivo                     |
| C        | Jeanne Haag      | Vendenheim    | definitivo                     |
| C        | Larissa Hummel   | Friburgo II   | aggregata alla squadra riserve |
| C        | Tatjana Hummel   | Friburgo II   | aggregata alla squadra riserve |
| A        | Annika Eberhardt | Hoffenheim    | definitivo                     |
| A        | Romina Kuffner   | ETSV Würzburg | definitivo                     |

### Sessione invernale
| Acquisti | Acquisti     | Acquisti                   | Acquisti   |
| R.       | Nome         | da                         | Modalità   |
| -------- | ------------ | -------------------------- | ---------- |
| C        | Sara Däbritz | SpVgg Weiden [Primavera B] | definitivo |

| Cessioni | Cessioni | Cessioni | Cessioni |
| R.       | Nome     | a        | Modalità |
| -------- | -------- | -------- | -------- |
|          |          |          |          |

## Risultati

### Frauen-Bundesliga

#### Girone di andata
| Arbitro: | Kurtes (Düsseldorf) |

|                                   |           |                         |
| Doorsoun 72’ Okoyino da Mbabi 84’ | Marcatori | 15’ Leupolz 48’ Miraoui |

| Arbitro: | Baitinger (Friesenheim) |

|                              |           |             |
| Leupolz 20’, 30’ Makanza 57’ | Marcatori | 36’ Rudelić |

| Arbitro: | Herrmann (Mönchengladbach) |

|                          |           |  |
| Odebrecht 73’ Añonma 79’ | Marcatori |  |

| Arbitro: | Wozniak (Herne) |

|  |           |                                                              |
|  | Marcatori | 25’ Andō 27’, 59’ Weichelt 45’ Wensing 55’ Oster 86’ Laudehr |

| Arbitro: | Derlin (Bad Schwartau) |

|  |           |            |
|  | Marcatori | 58’ Sainio |

| Arbitro: | Elsner (Duisburg) |

|                             |           |                                           |
| Sainio 11’ Engel 32’ (aut.) | Marcatori | 44’, 68’ Kameraj 60’ (rig.) Lone Saländer |

| Arbitro: | Stolz (Pritzwalk) |

|         |           |                                                                     |
| Dej 59’ | Marcatori | 5’ (rig.) Boschert 10’ Kayikçi 40’ Sainio 80’ Makanza 90’ Zirnstein |

| Arbitro: | Söder (Ingolstadt) |

|              |           |  |
| Boschert 89’ | Marcatori |  |

| Arbitro: | Kurtes (Düsseldorf) |

|          |           |                                |
| Wich 56’ | Marcatori | 4’ Müller 23’ Keßler 31’ Faißt |

| Arbitro: | Derlin (Bad Schwartau) |

|  |           |                        |
|  | Marcatori | 36’ Sainio 40’ Kayikçi |

| Friburgo in Brisgovia 11 dicembre 2011, ore 11:00 CET 11ª giornata | Friburgo                    | 0 – 0 referto | Jena | Möslestadion (305 spett.)\| Arbitro: \| Storch-Schäfer (Petersberg) \| |
| Arbitro:                                                           | Storch-Schäfer (Petersberg) |               |      |                                                                        |

#### Girone di ritorno
| Friburgo in Brisgovia 18 dicembre 2011, ore 14:00 CET 12ª giornata | Friburgo           | 0 – 0 referto | Bad Neuenahr | Möslestadion (282 spett.)\| Arbitro: \| Söder (Norimberga) \| |
| Arbitro:                                                           | Söder (Norimberga) |               |              |                                                               |

| Arbitro: | Müller-Schmäh (Potsdam) |

|                            |           |  |
| Hagen 23’, 80’ Banecki 90’ | Marcatori |  |

| Arbitro: | Baitinger (Friesenheim) |

|  |           |                         |
|  | Marcatori | 12’ Añonma 80’ Hanebeck |

| Arbitro: | Derlin (Bad Schwartau) |

|                          |           |                          |
| Bresonik 14’ Wensing 80’ | Marcatori | 17’ Giraud 77’ Zirnstein |

| Arbitro: | Storch-Schäfer (Petersberg) |

|                                      |           |  |
| Däbritz 24’ Gidion 74’ Hegenauer 82’ | Marcatori |  |

| Arbitro: | Herrmann (Mönchengladbach) |

|              |           |             |
| Schubert 44’ | Marcatori | 19’ Makanza |

| Arbitro: | Elsner (Duisburg) |

|  |           |             |
|  | Marcatori | 7’ Beckmann |

| Arbitro: | Kurtes (Düsseldorf) |

|                                                                        |           |  |
| Crnogorčević 12’, 15’, 25’ Weber 39’ Garefrekes 43’, 79’ Behringer 48’ | Marcatori |  |

| Arbitro: | Biehl (Siesbach) |

|                                           |           |  |
| Pohlers 11’ Jakabfi 23’ Keßler 70’ (rig.) | Marcatori |  |

| Arbitro: | Eisenhardt (Holzgerlingen) |

|  |           |                        |
|  | Marcatori | 19’, 89’, 90’ Hartmann |

| Arbitro: | Biehl (Siesbach) |

|                                     |           |  |
| Arnold 27’ Schmutzler 57’ Hearn 71’ | Marcatori |  |

### DFB-Pokal
| Arbitro: | Scheib (Aarbergen) |

|  |           |                                                            |
|  | Marcatori | 24’, 62’ Meyer 29’ Nowak 63’ Gidion 65’ Krüger 76’ Lohmann |

| Arbitro: | Eisenhardt (Holzgerlingen) |

|                                                                               |           |                                 |
| Meyer 7’ Honecker 41’ (aut.) Boschert 43’ Miraoui 67’ Kayikçi 69’ Makanza 73’ | Marcatori | 14’, 55’ Manger 61’ Abersfelder |

| Arbitro: | Derlin (Bad Schwartau) |

|                            |           |  |
| Timmermann 48’ Kameraj 86’ | Marcatori |  |

## Statistiche

### Statistiche di squadra
| Competizione         | Punti | In casa | In casa | In casa | In casa | In casa | In casa | In trasferta | In trasferta | In trasferta | In trasferta | In trasferta | In trasferta | Totale | Totale | Totale | Totale | Totale | Totale | DR  |
| Competizione         | Punti | G       | V       | N       | P       | Gf      | Gs      | G            | V            | N            | P            | Gf           | Gs           | G      | V      | N      | P      | Gf     | Gs     | DR  |
| -------------------- | ----- | ------- | ------- | ------- | ------- | ------- | ------- | ------------ | ------------ | ------------ | ------------ | ------------ | ------------ | ------ | ------ | ------ | ------ | ------ | ------ | --- |
| Frauen-Bundesliga    | 32    | 11      | 3       | 2       | 6       | 9       | 19      | 11           | 3            | 3            | 5            | 13           | 24           | 22     | 6      | 5      | 11     | 22     | 43     | -21 |
| DFB-Pokal der Frauen | -     | 1       | 1       | 0       | 0       | 6       | 3       | 2            | 1            | 0            | 1            | 6            | 2            | 3      | 2      | 0      | 1      | 12     | 5      | +7  |
| Totale               | -     | 12      | 4       | 2       | 6       | 15      | 22      | 13           | 4            | 3            | 6            | 19           | 26           | 25     | 8      | 5      | 12     | 34     | 48     | -14 |

### Andamento in campionato
| Giornata  | 1 | 2 | 3 | 4 | 5 | 6 | 7 | 8 | 9 | 10 | 11 | 12 | 13 | 14 | 15 | 16 | 17 | 18 | 19 | 20 | 21 | 22 |
| --------- | - | - | - | - | - | - | - | - | - | -- | -- | -- | -- | -- | -- | -- | -- | -- | -- | -- | -- | -- |
| Luogo     | T | C | T | C | T | C | T | C | C | T  | C  | C  | T  | C  | T  | C  | T  | C  | T  | T  | C  | T  |
| Risultato | N | V | P | P | V | P | V | V | P | V  | N  | N  | P  | P  | N  | V  | N  | P  | P  | P  | P  | P  |
| Posizione | 6 | 5 | 6 | 6 | 6 | 7 | 6 | 6 | 6 | 6  | 6  | 5  | 5  | 6  | 5  | 5  | 5  | 5  | 6  | 7  | 8  | 8  |

Legenda:

Luogo: C = Casa; T = Trasferta. Risultato: V = Vittoria; N = Pareggio; P = Sconfitta.

### Statistiche delle giocatrici
| Giocatore     | Frauen-Bundesliga | Frauen-Bundesliga | Frauen-Bundesliga | Frauen-Bundesliga | DFB-Pokal der Frauen | DFB-Pokal der Frauen | DFB-Pokal der Frauen | DFB-Pokal der Frauen | Totale   | Totale | Totale      | Totale     |
| Giocatore     | Presenze          | Reti              | Ammonizioni       | Espulsioni        | Presenze             | Reti                 | Ammonizioni          | Espulsioni           | Presenze | Reti   | Ammonizioni | Espulsioni |
| ------------- | ----------------- | ----------------- | ----------------- | ----------------- | -------------------- | -------------------- | -------------------- | -------------------- | -------- | ------ | ----------- | ---------- |
| C. Abbé       | 17                | 0                 | 7                 | 0                 | 3                    | 0                    | 1                    | 0                    | 20       | 0      | 8           | 0          |
| L. Benkarth   | 13                | -26               | 0                 | 0                 | 2                    | -2                   | 0                    | 0                    | 15       | -28    | 0           | 0          |
| K. Boschert   | 22                | 2                 | 2                 | 0                 | 2                    | 1                    | 0                    | 0                    | 24       | 3      | 2           | 0          |
| M. Brunner    | 9                 | -17               | 0                 | 0                 | 1                    | -3                   | 0                    | 0                    | 10       | -20    | 0           | 0          |
| S. Bühler     | 2                 | 0                 | 0                 | 0                 | -                    | -                    | -                    | -                    | 2        | 0      | 0           | 0          |
| S. Däbritz    | 9                 | 1                 | 0                 | 0                 | -                    | -                    | -                    | -                    | 9        | 1      | 0           | 0          |
| M. Gidion     | 6                 | 1                 | 0                 | 0                 | 1                    | 1                    | 0                    | 0                    | 7        | 2      | 0           | 0          |
| S. Giraud     | 7                 | 1                 | 0                 | 0                 | -                    | -                    | -                    | -                    | 7        | 1      | 0           | 0          |
| A. Hegenauer  | 19                | 1                 | 3                 | 0                 | 2                    | 0                    | 0                    | 0                    | 21       | 1      | 3           | 0          |
| C. Höfflin    | 4                 | 0                 | 1                 | 0                 | -                    | -                    | -                    | -                    | 4        | 0      | 1           | 0          |
| T. Hummel     | 4                 | 0                 | 0                 | 0                 | -                    | -                    | -                    | -                    | 4        | 0      | 0           | 0          |
| C. Igwe       | 9                 | 0                 | 0                 | 0                 | 2                    | 0                    | 0                    | 0                    | 11       | 0      | 0           | 0          |
| H. Kayikçi    | 13                | 2                 | 0                 | 0                 | 3                    | 1                    | 0                    | 0                    | 16       | 3      | 0           | 0          |
| M. Krüger     | 9                 | 0                 | 0                 | 0                 | 3                    | 1                    | 0                    | 0                    | 12       | 1      | 0           | 0          |
| M. Leupolz    | 20                | 3                 | 2                 | 0                 | 1                    | 0                    | 0                    | 0                    | 21       | 3      | 2           | 0          |
| M. Lohmann    | 15                | 0                 | 0                 | 0                 | 1                    | 0                    | 0                    | 0                    | 16       | 0      | 0           | 0          |
| J. Maier      | 18                | 0                 | 3                 | 0                 | 2                    | 0                    | 0                    | 0                    | 20       | 0      | 3           | 0          |
| M. Makanza    | 18                | 3                 | 0                 | 0                 | 3                    | 1                    | 0                    | 0                    | 21       | 4      | 0           | 0          |
| I. Meyer      | 12                | 0                 | 0                 | 0                 | 2                    | 1                    | 0                    | 0                    | 14       | 1      | 0           | 0          |
| L. Miraoui    | 13                | 1                 | 3                 | 0                 | 1                    | 1                    | 0                    | 0                    | 14       | 2      | 3           | 0          |
| S. Nowak      | 11                | 0                 | 0                 | 0                 | 1                    | 0                    | 0                    | 0                    | 12       | 0      | 0           | 0          |
| E. Sainio     | 16                | 4                 | 0                 | 0                 | 3                    | 0                    | 1                    | 0                    | 19       | 4      | 1           | 0          |
| L. Schneider  | 0                 | 0                 | 0                 | 0                 | -                    | -                    | -                    | -                    | 0        | 0      | 0           | 0          |
| I. Schmid     | 10                | 0                 | 0                 | 0                 | -                    | -                    | -                    | -                    | 10       | 0      | 0           | 0          |
| A. Schmidt    | 0                 | 0                 | 0                 | 0                 | -                    | -                    | -                    | -                    | 0        | 0      | 0           | 0          |
| A-K. Selz     | 0                 | 0                 | 0                 | 0                 | -                    | -                    | -                    | -                    | 0        | 0      | 0           | 0          |
| T. Straub     | 0                 | 0                 | 0                 | 0                 | -                    | -                    | -                    | -                    | 0        | 0      | 0           | 0          |
| S. Wendlinger | 15                | 0                 | 6                 | 0                 | 2                    | 0                    | 0                    | 1                    | 17       | 0      | 6           | 1          |
| J. Zirnstein  | 20                | 2                 | 3                 | 0                 | 1                    | 0                    | 0                    | 0                    | 21       | 2      | 3           | 0          |